# 蒙德拉贡
蒙德拉贡（西班牙語：Mondragón）是西班牙巴斯克地区吉普斯夸省的一个市镇。
西班牙内战结束后，神父何塞·马里亚·阿里斯门迪亚列塔来到这里，在传教的同时，成立类似技校的性质。当时，有一个学生，成立一个叫法格的组织，生产锅子。法格采用了独特的合作社方式，結果大為成功，因而成立了蒙德拉贡公司。該公司目前是欧洲最大的十大私人集团之一。旗下拥有12个品牌，其中法格占营业额40％，科迪（Kide）在冷库行业独占鳌头。